# 程頊
程頊（1446年—？），字廷臣，江西廣信府上饒縣人，民籍，明朝政治人物。

## 生平
江西鄉試第九十一名舉人。成化二十三年（1487年）中式丁未科會試第七十三名，三甲第二百二十五名進士。歷官刑部署员外郎，弘治十五年（1502年）五月升廣西按察司佥事，十六年五月被禮科給事中李禄弹劾管闸索取钱财。

## 家族
曾祖程原哲；祖父程禮能；父程純，母鄭氏。永感下。